# Mileștii Mici
Mileștii Mici is een gemeente in de Moldavische bestuurlijke eenheid (unitate administrativ-teritorială) Ialoveni. Het bestaat uit de dorpen Mileștii Mici en Piatra Albă. Het heeft ruim 4500 inwoners en ligt zo'n 18 kilometer ten zuiden van de hoofdstad Chișinău. In het verleden werd er veelvuldig kalksteen gedolven door de lokale bevolking. De ondergrondse mijnen die daardoor ontstaan zijn, zijn thans voor een deel in gebruik als rijpings- en opslagplaats voor de wijnen van Mileștii Mici, en vormen (daardoor) tevens een toeristische attractie.

## Geschiedenis
Mileștii Mici is een Moldavisch dorp met een lange geschiedenis, en kwam al vroeg in boeken en verhalen voor; In 1870 ontdekte Emmanuel Brihunet, de toenmalige priester van de Sint Nicolaaskerk in Mileștii Mici, enkele verwijzingen naar het dorp in manuscripten van 30 maart 1528. Bij archeologische opgravingen in het gebied werden resten aangetroffen uit verschillende perioden en culturen, vanaf de tiende à elfde eeuw voor Christus.